# Davey O’Brien
Davey O’Brien (Dallas, 22 juni 1917 – Fort Worth, 18 november 1977) was een voormalig Amerikaans American football-Quarterback. Hij speelde van 1935 tot 1938 College football voor de Texas Christian Universiteit, waar hij in 1938 de Heisman Trophy won. O’Brien werd als vierde gekozen in de 1939 NFL Draft en speelde twee jaar op professioneel niveau. Sinds 1981 wordt een prijs in zijn naam (de Davey O’Brien Award) uitgereikt aan de beste college football quarterback.

## Universitaire carrière
O'Brien speelde college football voor TCU, eerst was hij de back-up van Sammy Baugh. O’Brien werd de starter in 1937 en werd verkozen tot first-team All-Southwest Conference.
In 1938 leidde hij het team naar het nationale kampioenschap, O’Brien verzamelde 1,457 yards — een Southwest Conference passing record dat tien jaar lang stond. O’Brien gooide maar vier intercepties in 194 pogingen, en zijn NCAA record voor meeste rushing en passing plays in een seizoen staat anno 2017 nog steeds. Door zijn prestaties won hij dat jaar de Heisman Trophy.

### Statistieken
| Year | Comp | Att | Comp % | Passing | TD |
| ---- | ---- | --- | ------ | ------- | -- |
| 1937 | 96   | 237 | 40.5   | 947     | 5  |
| 1938 | 93   | 166 | 56.0   | 1457    | 19 |

## Professionele carrière
O’Brien werd als vierde gekozen in de 1939 NFL Draft door de Philadelphia Eagles. O’Brien tekende een twee-jarig contract waarmee hij $12,000 dollar zou gaan verdienen.
In zijn rookie seizoen in de NFL in 1939, leidde O’Brien de competitie in passing met 1,324 yards in gespeelde wedstrijden, hiermee verbrak hij zijn oude teamgenoot Sammy Baugh's record, de Eagles eindigden het seizoen echter met een 1–9–1. record. In 1940 leidde hij de competitie weer in alle categorieën inclusief pogingen en succesvolle passes. Philadelphia verloren hun eerste negen wedstrijden en eindigden met een 1–10 record, ze eindigden als laatste in de stand. De Eagles gaven O’Brien daarna een $2,000 dollar loonsverhoging maar hij had geen zin meer om football te spelen en ging met vervroegd pensioen.

## Leven na football
Na zijn footballcarrière ging O’Brien als agent werken voor de FBI. O’Brien werkte in totaal 15 jaar voor de FBI en zat de laatste jaren van zijn leven in de oliehandel.
O’Brien was ook voorzitter van de TCU Alumni Association en zat in het bestuur van de Tarrant County Democratische Partij, ook was hij trainer voor de Golden Gloves boks vereniging. Van 1960 tot 1964 was hij ook nog commentator voor wedstrijden van de Dallas Cowboys.
In 1971 kreeg O’Brien de diagnose kanker, hij werd meerdere keren geopereerd, zelfs zijn nier en een deel van zijn rechterlong moesten verwijderd worden, uiteindelijk werd kanker hem toch fataal en stierf hij op 18 november 1977.